# Christian Öhlstein
Christian Öhlstein, född omkring 1709, död 6 februari 1759 i Katarina församling, var skarprättare i Stockholm åren 1751-1759.
Öhlstein var troligtvis från Tyskland och vigdes i Visby stadsförsamling den 3 juli 1739 med Margareta From. Han efterträdde Klement Kristian Helmschläger som skarprättare i Stockholm 1751.
Hösten 1758 ansökte han om ett lån från Handelskollegiet på "Ettusende daler Kopparmynt emot interesse uppå min Lön" för att klara uppehället. Han beviljades ett lån "af njihundrade daler KoppMnt, emot ränta fem för hundrade om året, men med thet wilkor, at utaf hans qvartalites utfallande lön innehållos Twåhundrade daler KoppMnt".